# Кеппел Ерл Ендербі
Кеппел Ерл «Кеп» Ендербі (англ. Keppel Earl «Kep» Enderby; 25 червня 1926, Даббо, Новий Південний Уельс, Австралія — 7 січня 2015, Сідней, Австралія) — австралійський політик і суддя; член Палати представників, представляючи Австралійську лейбористську партію в період з 1970 по 1975 рік, старший міністр в уряді Гофа Вітлема. Після закінчення політичної кар'єри був призначений суддею Верховного суду Нового Південного Уельсу. Починаючи з 1980-тих років — есперантист, президент Всесвітньої асоціації есперанто (1998—2001).

## Дитинство та освіта
Кеппел Ендербі народився 25 червня 1926 року в австралійському місті Дуббо, штат Новий Південний Уельс. Здобув освіту в місцевій середній школі. Його батьки були власниками молочного бару в місті. Під час Другої світової війни, з 1944 по 1945 рік, Кеппел був льотчиком-стажистом у Королівських австралійських військово-повітряних силах.
Після закінчення війни Ендербі вивчав право в Сіднейському університеті (з 1946 по 1950 рік) і працював нетривалий час адвокатом в колегії «Новий Південний Уельс» (1950 рік). З 1950 по 1954 рік працював за фахом у Лондоні і паралельно навчався в Лондонському університеті. У той період він також грав у гольф в британських аматорських і відкритих чемпіонатах — в 1951 і 1952 роках.
Кеппел Ендербі повернувся на батьківщину в 1955 році, успішно займався адвокатською діяльністю, а також читав лекції з юриспруденції в Сіднейському технічному коледжі. Ендербі, спільно з Кеном Баклі, був активним прихильником створення Ради з громадянських свобод Нового Південного Уельсу і брав участь в її роботі в 1950-тих і 1960-тих роках. У 1962 році він став викладачем права в Австралійському національному університеті в Канберрі, а в 1966 році почав практикувати право в Канберрі, продовжуючи викладати на півставки. У 1973 році К. Ендербі став Королівським адвокатом (англ. Queen's Counsel, Q. C. або King's Counsel, K. C.).

## Політична кар'єра
У 1970 році К. Ендербі пройшов попередній відбір кандидатів від Австралійської робочої партії (ALP) для участі у виборах по округу австралійської столичної території (Division of Australian Capital Territory), й був обраний до Палати представників на додаткових виборах, що відбулися після смерті Джима Фрейзера в квітні 1970 року. Будучи членом австралійської Палати представників, Кеп Ендербі брав участь у парламентських дебатах з приводу повені в Канберрі 1971 року. Після перемоги Гофа Вітлема на виборах 1972 року Ендербі був призначений першим міністром столичної території і першим міністром Північної території. Уже в жовтні 1973 року він втратив обидві ці посади, почасти тому, що його «міністерський портфель» покладав на нього обов'язки щодо здійснення політики, яка була непопулярною серед його електорату.
Натомість, Ендербі став міністром промисловості та міністром постачання; таким чином, він став останнім міністром постачання (пост, який був створений на початку Другої світової війни і включав в себе відповідальність за виробництво військової амуніції і боєприпасів, був об'єднаний в посадою міністра обробної промисловості в червні 1974 року). Саме в цей час Кеппел зробив заяву, яка пізніше стала його найвідомішим висловом: «Традиційно, Австралія отримує імпорт з-за кордону» (англ. Traditionally, Australia obtains its imports from overseas).
У лютому 1975 року, після призначення Лайонела Мерфі до Верховного суду Австралії, Ендербі став генеральним прокурором і міністром з питань митниць та акцизів. Одним із перших його кроків стало створення законопроєкту про декриміналізацію абортів і гомосексуальності на Австралійській столичній території. Напрямки діяльності «Митниця» та «Акциз» в березні 1975 року були перейменовані на «Поліція і митниця», що стало відображенням рішення уряду про створення федеральної Австралійської поліції.
Ендербі був обраний на нове місце представника від Канберри на виборах 1974 року, але незабаром став одним із багатьох лейбористів, які втратили свої повноваження внаслідок поразки на виборах 1975 року.

## Післяполітична діяльність
Завершивши політичну кар'єру, Ендербі переїхав до Сіднея і повернувся до адвокатської практики. З 1982 року і до своєї відставки в 1992 році, він був суддею Верховного суду штату Новий Південний Уельс. У 1997 році був призначений головою Ради з розгляду серйозних правопорушень — в цей період він заявив, що до 80 % ув'язнених країни взагалі не повинні перебувати за ґратами. У червні 2000 року уряд штату Новий Південний Уельс вирішив не призначати його повторно: було заявлено, що даний крок ніяк не пов'язаний з його «відвертими поглядами».
Ендербі займав цілу низку громадських посад упродовж усієї своєї кар'єри, в тому числі й керівництво регіональним товариством з питань евтаназії.
Крім того, Кеппел зайнявся вивченням есперанто і, починаючи з 1987 року, брав активну участь в організаціях, пов'язаних з даною мовою — в тому числі, в якості президента Австралійської асоціації есперанто (з 1992 по 1997 рік). Він також був членом комітету Всесвітньої есперанто-асоціації з 1992 по 2004 рік, президентом Юридичної есперанто-асоціації (1996—2002) і президентом Всесвітньої асоціації есперанто (1998—2001).